# Ichthyoelephas
Genre
Ichthyoelephas est un genre sud-américain de poissons téléostéens de la famille des Prochilodontidae (ordre des Characiformes).

## Liste des espèces
Selon World Register of Marine Species (29 novembre 2024) :
- Ichthyoelephas humeralis (Günther, 1860)
- Ichthyoelephas longirostris (Steindachner, 1879)

## Systématique
Le nom valide complet (avec auteur) de ce taxon est Ichthyoelephas Posada, 1909.

### Étymologie
Le nom générique, Ichthyoelephas, est la combinaison du grec ancien ἰχθύς (ikhthús), « poisson » et du latin elephas, « éléphant », et fait référence à la « trompe charnue » de l'espèce Ichthyoelephas longirostris (nommée alors sous le synonyme d’Ichthyoelephas patalo).

### Publication originale
- (es) Andrés Posada, « Los peces », dans Andrés Posada, Estudios cientificos del doctor Andres Posada con algunos otros escritos suyos sobre diversos temas, Medellín (Colombie), 1909, 432 p. (lire en ligne), p. 285-322.